# Stefan Vladislav

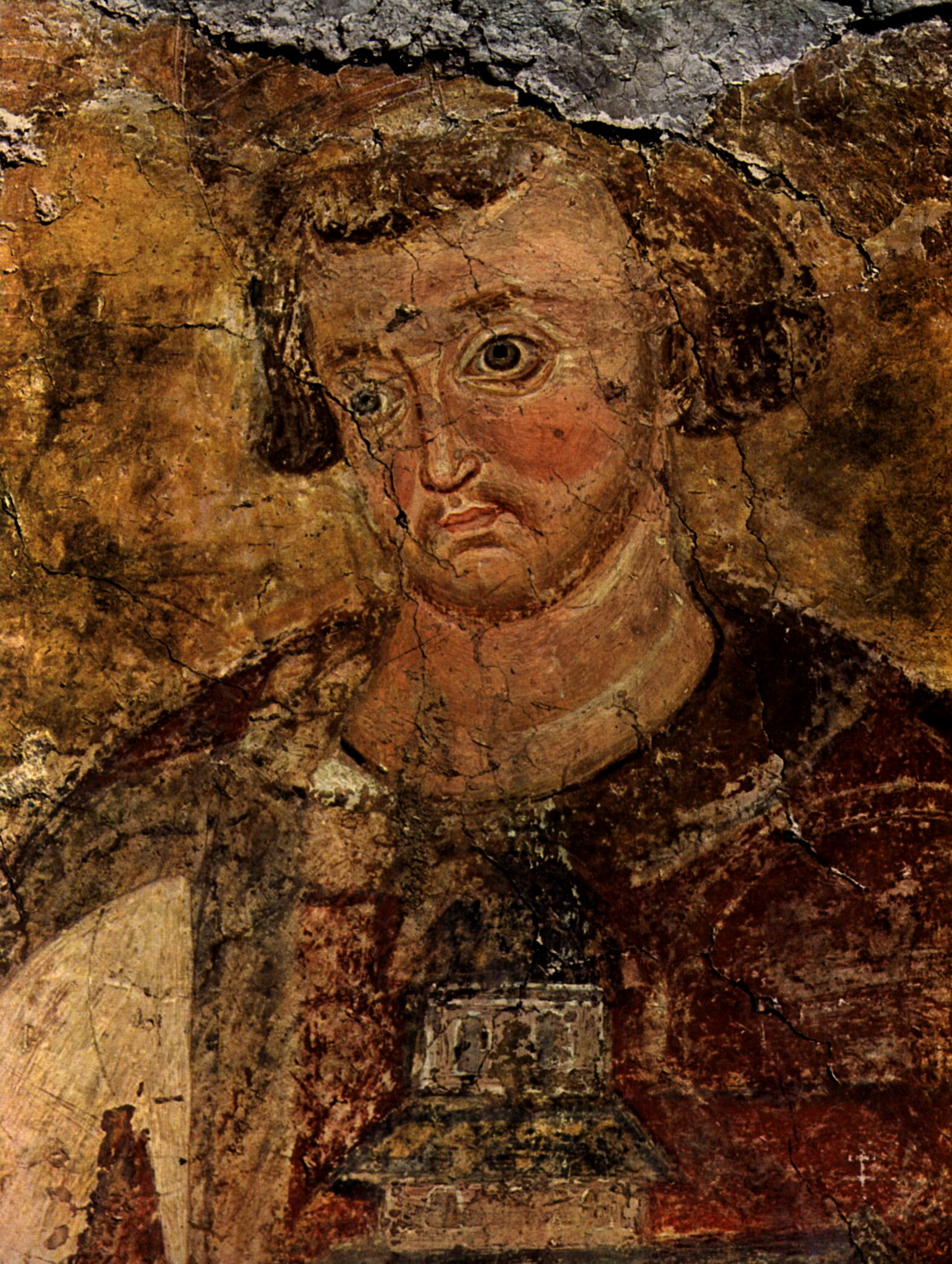
Stefan Vladislav Freske im Kloster Mileševa

Stefan Vladislav oder Vladislav Nemanjić der I. († nach 1264) war von 1234 bis 1243 König von Raszien, der Küstenländer und aller Serben.
Stefan Vladislav löste seinen älteren Bruder Stefan Radoslav ab, der von der serbischen Reichsversammlung 1234 abgesetzt wurde. Um sich den Ambitionen Ungarns zu widersetzen, lehnte er sich an den bulgarischen Zaren Iwan Assen II. und heiratete dessen Tochter Beloslawa Assenina. Das führte zu einem starken Einfluss des bulgarischen Reiches am serbischen Hof. Nach dem Tode Iwan II. Assens und dem Einfall der Mongolen 1241 setzte die serbische Reichsversammlung Stefan Vladislav ab und inthronisierte den jüngsten Bruder Stefan Uroš I. zum König.
Stefan Vladislav war der zweitälteste Sohn von Stefan Nemanjić und dessen zweiter Frau Anna Dandolo. Aus der Ehe Stefan Vladislavs mit Beloslawa gingen folgende Kinder hervor:
- Desa
- eine Tochter mit unbekanntem Namen, die einen in Südosteuropa lebenden Edelmann heiratete.